# 傳遞函數矩陣
傳遞函數矩陣（transfer function matrix）或傳遞矩陣（transfer matrix）是控制系統以及許多工程領域的名詞，是將SISO系統中的传递函数擴展到MIMO系統。矩阵表示系統輸出跟輸入之間的關係。在線性非時變系統中是格外有用的工具，因為其傳遞函數矩陣可以用S平面來表示。
在一些只由被動元件組成的系統中，可以清楚的區分哪些變數是輸入，哪些是輸出。在電子系統中的作法，將所有電壓變數組合成一組，視為是傳遞函數矩陣的輸出，再將電流變數組合成另外一組起來，視為是輸入。這樣形成的傳遞函數矩陣中，每個元素都是阻抗。這種阻抗（及阻抗矩陣）的概念也用到其他能量的學科中，特別是力學及聲學。
許多控制系統包括不同的能量形式，其傳遞函數矩陣也會有不同的單位，一方面需要描述其中在各能量形式之間轉換的换能器，另一方面也要描述整體的系統。若系統中有適當能量流動的模型，需要選擇對應的變數，以方便模型的建立。

## 一般
有m個輸出及n個輸入的MIMO系統，可以用m × n矩陣來表示，其中的每一個元素都是由一個輸入轉換到一個輸出的傳遞函數。例如針對三個輸入，二個輸出的系統，可以寫成
{\displaystyle {\begin{bmatrix}y_{1}\\y_{2}\end{bmatrix}}={\begin{bmatrix}g_{11}&g_{12}&g_{13}\\g_{21}&g_{22}&g_{23}\end{bmatrix}}{\begin{bmatrix}u_{1}\\u_{2}\\u_{3}\end{bmatrix}}}
其中un是輸入，ym是輸出，而gmn是傳遞函數。若寫成矩陣運算的形式，可以寫成
{\displaystyle \mathbf {Y} =\mathbf {G} \mathbf {U} }
其中Y是輸出的向量，G是傳遞函數矩陣，而U是輸入向量。
在許多應用中，要分析的系統是线性时不变（LTI）系統。此時，可以將傳遞函數矩陣以拉普拉斯变换（ 連續時間系統的例子）或Z轉換（離散時間系統的例子）來表示。因此可以寫成
{\displaystyle \mathbf {Y} (s)=\mathbf {G} (s)\mathbf {U} (s)}
其中變數及矩陣都以s來表示，s是由於拉氏轉換所產生，S平面的複變頻率。此條目中的例子都假設是此情形。在離散時間系統下，s會被Z轉換的z所代替，但在分析時沒有影響。若矩陣是真分有理矩陣（proper rational matrix），也就是每一個元素都是真分傳遞函數時，格外有用，可以應用状态空间的概念。
在系統工程中，系統傳遞函數矩陣G (s)會分為二部份：H (s)是待測的系統，C(s)是控制器。C (s)的輸入是G (s)的輸入，C (s)的輸出是H (s)的輸入，H (s)的輸出是G (s)的輸出

## 電子系統
電子系統中的輸入變數及輸出變數往往不容易區分，可能會因環境及觀點而不同。在這種情形下，表達能量流進或流出系統位置的埠可能會比輸入或是輸出更理想。常常會針對一個埠（p）定義二個變數：埠的電壓（Vp）及流進的电流。例如，雙埠網路可以定義如下：
{\displaystyle {\begin{bmatrix}V_{1}\\V_{2}\end{bmatrix}}={\begin{bmatrix}z_{11}&z_{12}\\z_{21}&z_{22}\\\end{bmatrix}}{\begin{bmatrix}I_{1}\\I_{2}\end{bmatrix}}}
其中zmn是阻抗參數，或是z參數。如此名稱的原因是因為其中每一個元素的單位都是阻抗，而且表示一個埠的電壓及另一埠電流之間的關係。z參數不是表達雙埠網路唯一的方式。有六種基本的矩陣表示式，每一種都有適用的特定網路拓樸。不過若是超過二埠的多埠網路，只有二種矩陣表示式可以適合，分別是前面提到的z參數，以及其倒數導納參數或y參數

分壓器電路

為了說明埠電壓和電流。以及輸入及輸出之間的關係，考慮以下簡單的分壓電路。若只要用輸入電壓(V1來表示輸出電壓V2，可以寫成下式
{\displaystyle {\begin{bmatrix}V_{2}\end{bmatrix}}={\begin{bmatrix}{\dfrac {R_{2}}{R_{1}+R_{2}}}\end{bmatrix}}{\begin{bmatrix}V_{1}\end{bmatrix}}}
可以視為是1×1傳遞函數矩陣的特例。若埠2沒有電流流出，此表示式可以正確預測埠2的電壓，但若負載電流增加，預測的電壓就會越來越不準。若希望反過來使用這個電路，用電壓驅動埠2，計算埠1的電壓，就算埠1完全沒有負載電流，結果也不正確。其預測的結果會是埠1的輸出電壓比埠2的輸入電壓要大，在這種純電阻電路下是不可能的。為了要正確的預測電路的行為，也需要考慮從埠流過的電流，這也就是傳遞函數矩陣的目的，其阻抗矩陣為
{\displaystyle {\begin{bmatrix}V_{1}\\V_{2}\end{bmatrix}}={\begin{bmatrix}R_{1}+R_{2}&R_{2}\\R_{2}&R_{2}\end{bmatrix}}{\begin{bmatrix}I_{1}\\I_{2}\end{bmatrix}}}
可以在各輸入及輸出條件下，完全描述其行為。
在微波頻率下，很難使用用電流及電壓組成的傳遞矩陣。電壓很難直接量測，電流也不可能。而量測技術中需要的開路及短路也無法實現。若是用波导管實現，電路的電壓及電流是沒有意義的。因此傳遞函數矩陣會用其他的變數。例如使用傳送進入的功率以及反射的功率，這個用微波頻率分布元件电路的传输线模型技術即可求得。這類參數中，最廣為人知的是散射參數，也稱為是s參數。

## 力學系統及其他系統

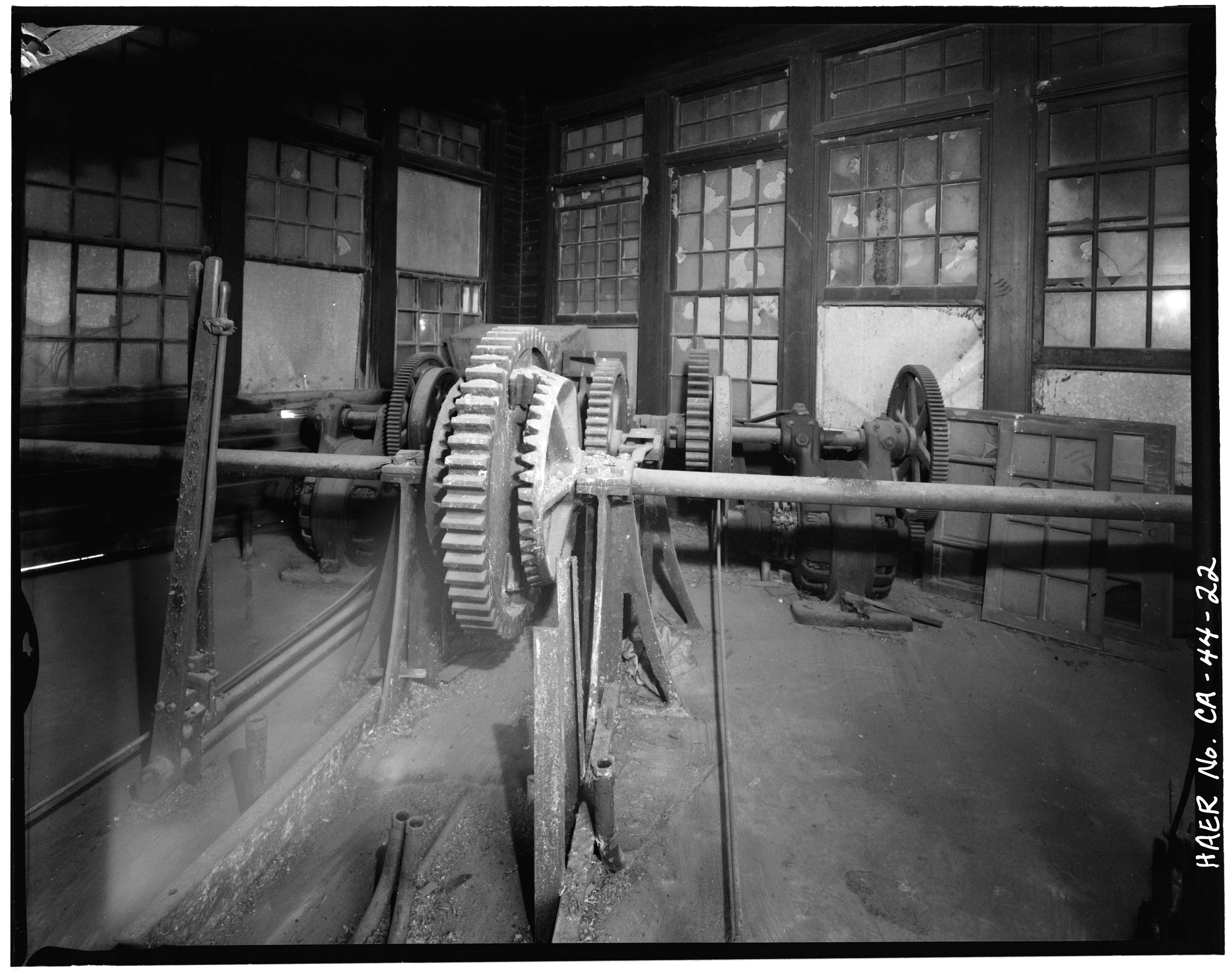
橋的控制室用的齒輪組。齒輪組是雙埠系統

電路上阻抗的概念，可以透過力學-電子類比轉換力學阻抗為，應用在力學系統或是其他系統上，因此阻抗參數以及其他雙埠網路的參數可以用在其他力學領域中。在此作法中，效果變數（effort variable）視為是電壓，而流變數（flow variable）視為是電流。在只考慮平移的力學系統中，效果變數和流變數分別是力及速度。
用雙埠網路表示機械元件的行為有其好處，因為元件可能會反向運作，其效果和負載在輸入端或是輸出端有關。例如齒輪組常常會用其齒輪比表示，是SISO轉換函數。但齒輪組輸出軸又用來驅動輸入軸，就需要MIMO分析。在此例中，效果變數是力矩 T，而流變數（flow variable）是角速度 ω。其z參數的傳遞函數矩陣為
{\displaystyle {\begin{bmatrix}T_{1}\\T_{2}\end{bmatrix}}={\begin{bmatrix}z_{11}&z_{12}\\z_{21}&z_{22}\end{bmatrix}}{\begin{bmatrix}\omega _{1}\\\omega _{2}\end{bmatrix}}}
不過，z參數可能不太適合描述齒輪組。齒輪組是变压器的類比，而h參數適合描述变压器，因為其中直接用到匝數比（類似齒輪組的齒輪比），其h參數的傳遞函數矩陣是
{\displaystyle {\begin{bmatrix}T_{1}\\\omega _{2}\end{bmatrix}}={\begin{bmatrix}h_{11}&h_{12}\\h_{21}&h_{22}\end{bmatrix}}{\begin{bmatrix}\omega _{1}\\T_{2}\end{bmatrix}}}
其中
h21是輸出無負載時的速度比
h12是輸入軸卡住時，反向的力軸比，等於理想齒輪的前饋速度比
h11是輸出軸沒有負載時，的輸入旋轉力學阻抗
h22是輸入軸卡住時，輸出軸的旋轉力學导纳。
若是沒有摩擦力的理想齒輪，可以簡化成下式
{\displaystyle {\begin{bmatrix}T_{1}\\\omega _{2}\end{bmatrix}}={\begin{bmatrix}0&N\\N&0\end{bmatrix}}{\begin{bmatrix}\omega _{1}\\T_{2}\end{bmatrix}}}
其中N是齒輪比 

## 換流器及致動器

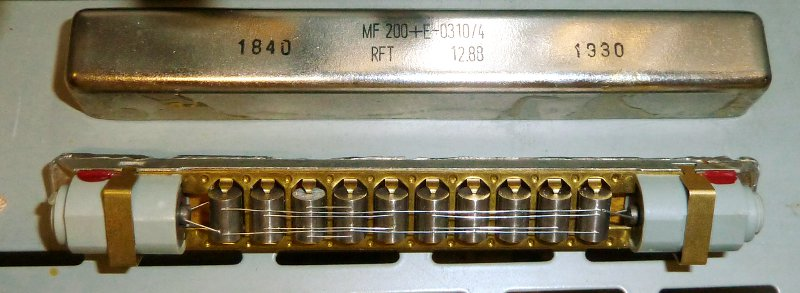
打開的機械濾波器，在兩頭都有機械-電子的換流器

有些系統中利用了不同形式的能量（例如電能、機械能），並且在這些能量之間進行轉換。傳遞函數矩陣需要能透過埠來處理這些不同能量領域中的成份。在机器人学及机械电子学中，會用到执行器。一般會包括一個换能器，將電子領域中的控制系統信號轉換為力學領域中的運動。控制系統也需要传感器偵測運動，並且轉換為電子領域的信號，才能透過回授系統控制其運動。其他系統中的感測器可能是將其他領域中（例如光學、聲音、熱、流體流動或化學）的信號轉換為電子信號，例如機械濾波器會需要換流器，將電子訊號轉換為機械的訊號，再將機械的訊號轉換為電子的訊號。
在电动机械学中，致動器一般會由電子的控制器來驅動，需要換流器的輸入是電子領域，其輸出為力學領域。可以簡單的用SISO轉移函數來處理，不過可能無法考慮到負載電流的影響。因此比較精準的表示法會用二輸入，二輸出的MIMO傳遞函數矩陣，型式如下：
{\displaystyle {\begin{bmatrix}V\\F\end{bmatrix}}={\begin{bmatrix}z_{11}&z_{12}\\z_{21}&z_{22}\end{bmatrix}}{\begin{bmatrix}I\\v\end{bmatrix}}}
其中F是致動器的施力，v是致動器的速度。矩陣的元素會有不同的單位；z11是電子的阻抗，z22是機械的阻抗，另外二個阻抗是跨导，有不同的單位

## 聲學系統
声学系統是流體動力學中的子領域，兩者關注的輸入及輸出變數是压强P，以及體積流率Q（若是探討聲音在固體中的傳播，可能就要考慮力學系統中的變數，力及速度）。像在排氣系統中的消音器，就可以用聲學系統中的二埠系統來表示。其轉換矩陣表示如下：
{\displaystyle {\begin{bmatrix}P_{2}\\Q_{2}\end{bmatrix}}={\begin{bmatrix}T_{11}&T_{12}\\T_{21}&T_{22}\end{bmatrix}}{\begin{bmatrix}P_{1}\\Q_{1}\end{bmatrix}}}
此處的Tmn是傳輸參數（transmission parameters），稱為ABCD參數。也可以用z參數來表示此系統，不過傳輸參數在數學的計算有其方便之處，若一個網路的輸出連接另一個網路的輸入時，只要利用矩陣乘法就可以得到新的轉換矩陣。

## 不同的變數轉換方式

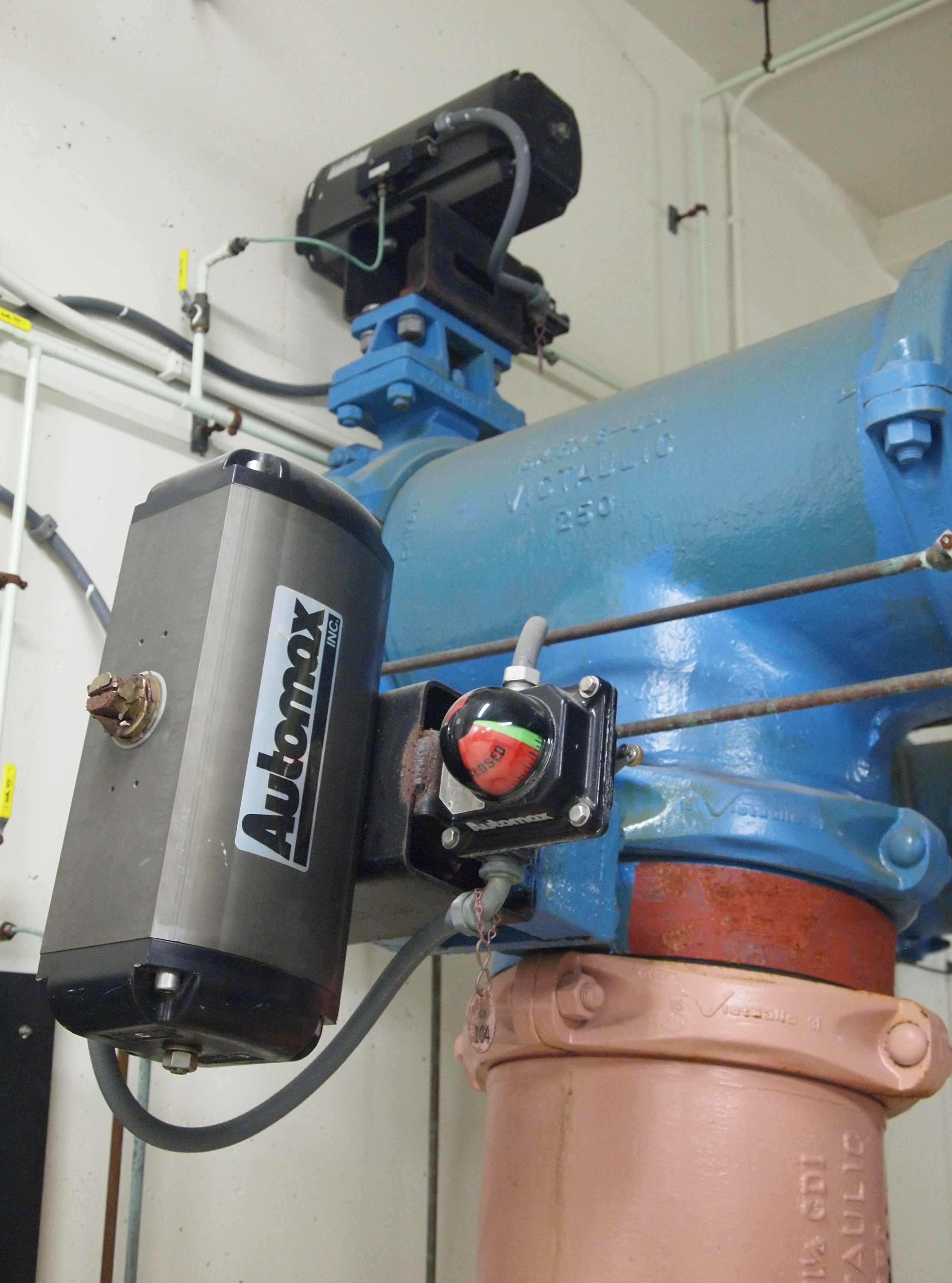
氣動齒條齒輪致動器，可以控制水管中的閥門。致動器是兩埠元件，可從氣動系統轉換為機械系統。致動器與閥門構成一個三埠系統。閥門的氣動控制埠和水管的流體流量輸入埠和輸出埠

若系統中包括了不同的能量系統，在考慮不同系統的類比時需要格外留意。選擇的方式會和分析希望得到的結果有關。若希望正確的為整個系統中的能量流來建模，則系統中的二個變數相乘後需要是功率（功率共軛變數），這兩個變數需要可以映射到另一個系統的功率共軛變數。一系統中的功率共軛變數不唯一，因此需要在整個系統中用類似的映射方式。
一種常見映射方式（此條目例子中所用的方式）是將各能量系統中的效果變數（會產生動作的變數）互相映射，再將各能量系統中的流變數（表示實際動作的變數）。每一對效果變數及流變數都是功率共軛變數，此系統稱為阻抗類比，因此效果變數和流變數的比例類似電子電路中的阻抗。
除了阻抗類比外，還有另外兩種功率共軛變數的類比方式。流動類比將機械系統中的力類似為電路中的電流（若是阻抗類比，會類比為電壓）。此一類比方式常用在機械濾波器的設計中，也常用在音響電子學中。此映射的好處是維持各系統的網路拓樸，但無法將阻抗類比。Trent類比將功率共軛變數分為across變數及through變數，依其作用是會在元件兩端作用，還是會穿過元件作用而定。Trent類比大部份的結果都和流動類比相同，但流體力學（及聲學）領域不同。Trent類比會將流體力學中的壓強類比為電壓（類似阻抗類比的作法），而機械系統中的力，因為會「穿過」元件作用，仍會類比為電流。
有些類比不會用功率共軛變數。例如在感測器中，正確的類比能量不是主要目的（感測器的能量多半很小）。選擇方便量測的變數（可能就是感測器要量測的物理量）可能更重要。例如在熱阻類比中，熱阻會類比為電阻，因此溫度差和熱能就變成電壓及電流。而溫度差的功率共軛不是熱能，而是熵流率，是無法直接量測的物理量。在磁系統中有類似的情形，磁阻會類比為電阻，因此磁通量會類比為電流，而不是將單位時間磁通量類比為電流。

## 歷史
线性代数方程的矩陣表示式已使用一段時間。儒勒·昂利·庞加莱在1907年首次用二個和電機變數（電壓和電流）有關方程來表示機械變數（力和速度）。Wegel在1921年首次用類似電機阻抗的方式來說明力學阻抗。
第一個用傳遞函數矩陣來表示MIMO控制系統，是在1950年代由Boksenbom及Hood所提出，但只在他們在為美國國家航空諮詢委員會研究燃氣渦輪發動機時所提出。。Cruickshank在1955年提出較嚴謹的基礎，但還沒有完整的通用性。1956年的Kavanagh是第一個完整處理通用性的人，建立了系統和控制的矩陣關係，也提供控制系統可行性的判斷準則，可以讓受控系統有符合預期的行為。

## 文獻
- Bessai, Horst, MIMO Signals and Systems, Springer, 2006 ISBN 038727457X.
- Bakshi, A.V.; Bakshi, U.A., Network Theory, Technical Publications, 2008 ISBN 8184314027.
- Boksenbom, Aaron S.; Hood, Richard, "General algebraic method applied to control analysis of complex engine types" （页面存档备份，存于）, National Advisory Committee for Aeronautics Report 980, 1950.
- Busch-Vishniac, Ilene J., Electromechanical Sensors and Actuators, Springer, 1999 ISBN 038798495X.
- Chen, Wai Kai, The Electrical Engineering Handbook, Academic Press, 2004 ISBN 0080477488.
- Choma, John, Electrical Networks: Theory and Analysis, Wiley, 1985 ISBN 0471085286.
- Cruickshank, A. J. O., "Matrix formulation of control system equations", The Matrix and Tensor Quarterly, vol. 5, no. 3, p. 76, 1955.
- Iyer, T. S. K. V., Circuit Theory, Tata McGraw-Hill Education, 1985 ISBN 0074516817.
- Kavanagh, R. J., "The application of matrix methods to multi-variable control systems", Journal of the Franklin Institute, vol. 262, iss. 5, pp. 349–367, November 1956.
- Koenig, Herman Edward; Blackwell, William A., Electromechanical System Theory, McGraw-Hill, 1961 OCLC 564134
- Levine, William S.,  The Control Handbook, CRC Press, 1996 ISBN 0849385709.
- Nguyen, Cam, Radio-Frequency Integrated-Circuit Engineering, Wiley, 2015 ISBN 1118936485.
- Olsen A., "Characterization of Transformers by h-Paraameters" （页面存档备份，存于）, IEEE Transactions on Circuit Theory, vol. 13, iss. 2, pp. 239–240, June 1966.
- Pierce, Allan D. Acoustics: an Introduction to its Physical Principles and Applications, Acoustical Society of America, 1989 ISBN 0883186128.
- Poincaré, H., "Etude du récepteur téléphonique", Eclairage Electrique, vol. 50, pp. 221–372, 1907.
- Wegel, R. L., "Theory of magneto-mechanical systems as applied to telephone receivers and similar structures" （页面存档备份，存于）, Journal of the American Institute of Electrical Engineers, vol. 40, pp. 791–802, 1921.
- Yang, Won Y.; Lee, Seung C., Circuit Systems with MATLAB and PSpice, Wiley 2008, ISBN 0470822406.